# Egon Persson
Egon Håkan Persson, född 24 november 1916 i Kinna, död 1971 i Göteborg, var en svensk målare och tecknare.
Han var son till rörläggaren Erik Persson och Elin Johansson och från 1953 gift med Ruth Marika Olby. Persson studerade vid Konstgillets målarskola i Borås 1947-1952 och för André Lhote 1949 och vid Académie de la Grande Chaumière Paris 1952. Han blev elev vid Valands målarskola 1957 och studerade därefter vid Gerlesborgsskolan. Separat ställde han ut på Galleri Aveny i Göteborg 1953 och tillsammans med Wiking Svensson ställde han ut i Skara 1954 och tillsammans med Annie Wandel i Hyssa, Västergötland 1959. Han medverkade i Decemberutställningarna på Göteborgs konsthall, Liljevalchs Stockholmssalonger och på höstsalongerna i Borås konsthall. Hans konst består av realistiska bohuslänska landskap, porträtt och figurmotiv, samt tecknade illustrationer i Västgötademokraten. Persson är representerad vid Moderna museet, Gustav VI Adolfs samling, Borås konstmuseum och Kinna kommun.